# Dusona fuscitarsis
Dusona fuscitarsis là một loài tò vò trong họ Ichneumonidae.